# Vehnee Saturno
Venancio Saturno (nascido em 1 de abril de 1954), mais conhecido como Vehnee Saturno, é um compositor, compositor e produtor musical filipino. Ele obteve sucesso em 1982 ao ganhar o primeiro lugar no Festival de Música Popular de Metro Manila com a canção "Isang Dakot".

## Primeiros anos
Saturno nasceu na cidade de Iloilo em 1º de abril de 1954, filho de um carpinteiro e uma dona de casa que lutaram, junto com seus nove irmãos, contra a pobreza; o que o inspirou a escrever canções.
Seu sonho era ser jornalista, mas devido à situação financeira da família não conseguiu terminar os estudos. Ele treinou na Força Aérea Filipina após o ensino médio e eventualmente trabalhou em bicos, incluindo como operador de máquina de fotocópias.

## Carreira musical
Em 1982, sua composição "Isang Dakot" foi interpretada por Sonia Singson e ganhou o Grande Prêmio no Metropop. Em 1983, "Be My Lady" foi interpretada por Pedrito Montaire e tornou-se finalista do Metropop; esta canção foi seu primeiro grande sucesso quando foi gravada por Martin Nievera e lançada pela Vicor Music.
Suas canções "Be My Lady", "Sana Kahit Minsan", "Mula sa Puso" e "'Till My Heartaches End" se tornaram sucessos nas Filipinas. No final da década de 1990, Saturno produziu sucessos para as artistas Jessa Zaragoza (para seu álbum Just Can't Help Feelin) e Jaya (para o álbum In the Raw) e em 2001, para Rachel Alejandro.
Em 1996, junto com Doris Saturno, compôs a música "ONE DREAM, ONE LOVE" para as comemorações dos 20 anos de carreira de Hironobu Kageyama. A música foi gravada em japonês, com participação de Mitsuko Horie; e em inglês, com participação da cantora filipina Allona. Em 2017, a cantora Ella May Saison regravou a versão em inglês.
Saturno também é dono de sua própria gravadora musical, a Vehnee Saturno Music Corp. Ele frequentemente escreve canções e gerencia artistas através do selo.
Em 2024, Saturno compôs a música tema da participação das Filipinas nos Jogos Olímpicos de Verão de 2024, intitulada "Isangdaan Taong Laban para sa Bayan" (trad. Uma luta de cem anos para o povo),  bem como a canção tema "Hamon" do filme biográfico Mamay: A Journey to Greatness.